# 甘榜苏哈多
甘榜苏哈多，又称苏哈多垦殖区，是马来西亚雪兰莪州乌鲁雪兰莪县新古毛下辖的一个垦殖区。该镇总面积2,909.35公頃（7,189.2英畝），距离首都吉隆坡约125（78英里），主要农作物为油棕。该垦殖区靠近被雪兰莪州和霹雳州的边界（以安南河为界），毗邻传统马来村哥当沙、双溪杜顺、Kampung Gesir、甘榜诗布朗、Seri Keledang和双溪登宜。该垦殖区以印度尼西亚独裁总统苏哈托为名，苏哈托曾于1977年到访该地区。该地区居民以马来人、爪哇人和班贾尔人为主，也有些许印度人。